# 第2次西成暴動
第2次西成暴動（だい2じにしなりぼうどう）とは、1963年（昭和38年）5月に大阪府大阪市西成区のあいりん地区（通称釜ヶ崎）で発生した日雇い労働者による暴動事件。「第2次釜ヶ崎暴動」ともいう。

## 事件の発端
この年（1963年）の5月は長雨続きだったことから、求人数が例年よりも減っており、仕事にありつけない日雇い労働者の不満が高まっていた。
1963年5月17日午後5時30分頃、夜間就労のために約100人の日雇い労働者が寄せ場に集まっていた。ところが迎えに来たのはトラック1台のみであった。トラックに乗れなかった日雇い労働者は、そのトラックを取り囲んで騒ぎ始めた。

## 事件の概要
西成警察署はただちに警察官を現場に急行させ、警備を実施したため、一旦は騒ぎが収まったかに見えた。ところがこの状況を見て、他の日雇い労働者が集まり始め、大阪府道尼崎平野線を走行していたタクシーに投石し始めた。午後9時40分、警察は前記の府道の交通を遮断し、投石していた日雇い労働者3人を検挙した。
翌日5月18日の午後も日雇い労働者約100人が集まり始め、午後8時25分頃には通行中の車に投石をし始めた。警察はただちに鎮圧を行い、投石していた日雇い労働者などを検挙した。
5月19日午後も日雇い労働者が集まっていたが、前日よりも少ない約60人で、次第に平穏を取り戻していった。